# Alda
Alda (Альда) — з 1912 року французький виробник автомобілів. Штаб-квартира розташована в місті Курбевуа. У 1922 році компанія припинила виробництво автомобілів.

## Заснування компанії

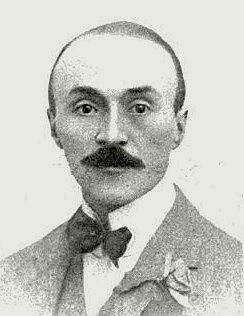
Фернан Шаррон

Alda був незвичайним автомобілем. Його назву придумали читачі французького журналу L'Auto. Назва складається з перших букв вигуку "Ah, la delicieuse automobile!" ( "Ax, який чарівний автомобіль!"). Цю фразу читачі вибрали з декількох запропонованих журналом, що відображали ставлення до нового автомобіля. Машину спроектував відомий Фернан Шаррон, який спочатку мав фірму свого імені, але потім покинув її і заснував компанію Alda. Випускати нові машини передбачалося на колишньому підприємстві фірми E.N.V., придбаної Шарроном, під Парижем. Нова оригінальна назва фірми і автомобіля була вибрана, щоб не викликати претензій з боку компанії Charron на свою торгову марку.

## Початок виробництва автомобілів
З 1912 по 1914 роки виготовлялася чотирициліндрова модель 15CV з об'ємом двигуна 3187 см3. Крім того, з 1912 по 1913 роки пропонувалася модель 25CV. У період з 1919 по 1922 роки виготовлялася модель 20,1CV зі збільшеним об'ємом у 3563 см3.
Разом з тим автомобілі Alda мали багато спільного з машинами фірми Charron. Перш за все кидалися в очі схожі переднє клиноподібне облицювання і радіатор, що стояв між мотором і салоном. Основний 4-циліндровий двигун мав робочий об'єм 3187 см3. Його творець стверджував, що мотор здатний на четвертій передачі інтенсивно розігнати автомобіль з 10 до 76 км/год. Кузови пропонувалися на вибір відкриті або закриті. Звичайні легкові машини забезпечувалися двигунами з бічними клапанами, а гоночні варіанти мали спеціальні верхньоклапанні мотори з поворотними клапанами Henriod, на які в 1912 році була закуплена ліцензія.

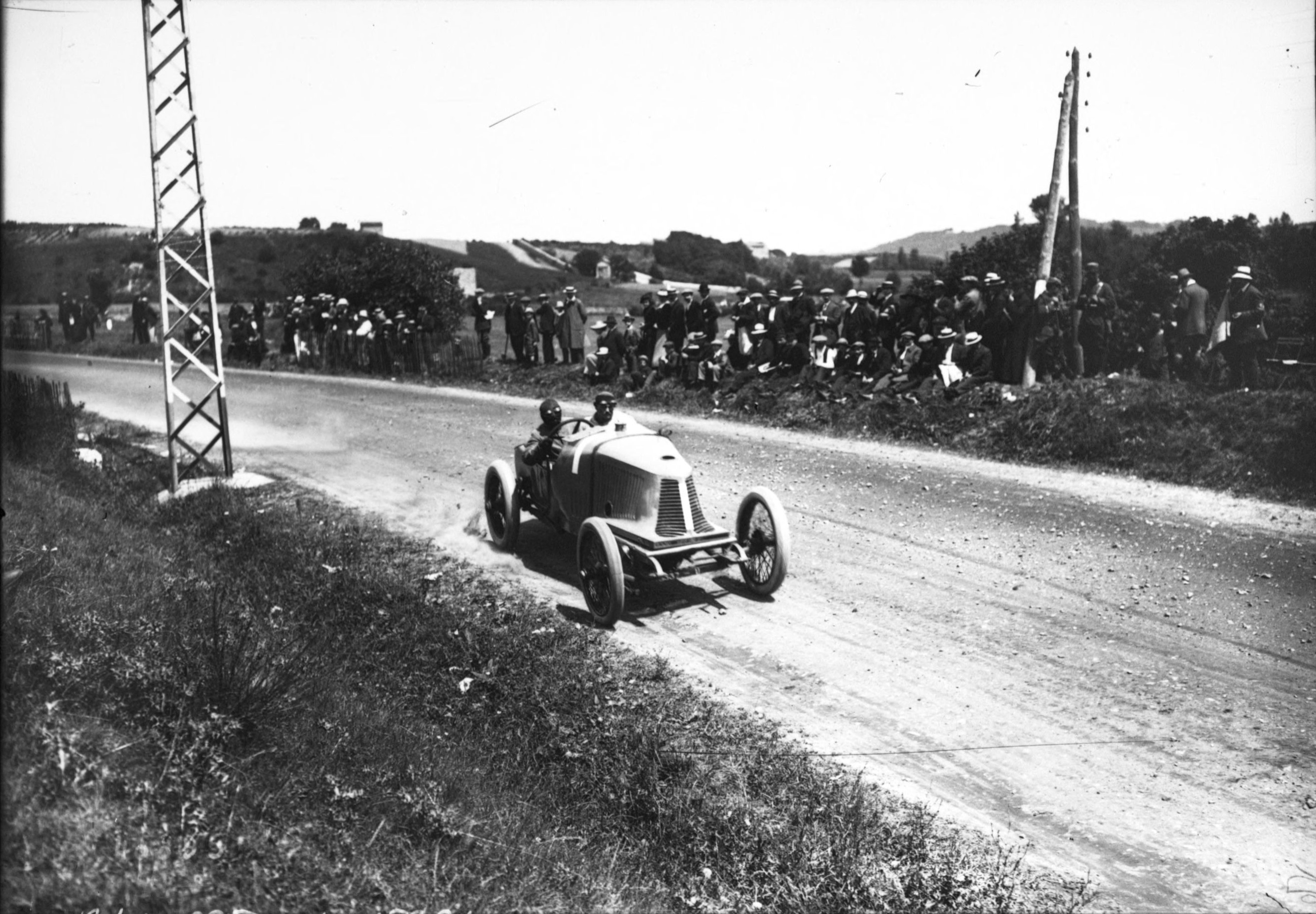
Ференц Шиш за кермом автомобіля Alda під час Гран-прі Франції 1914 року

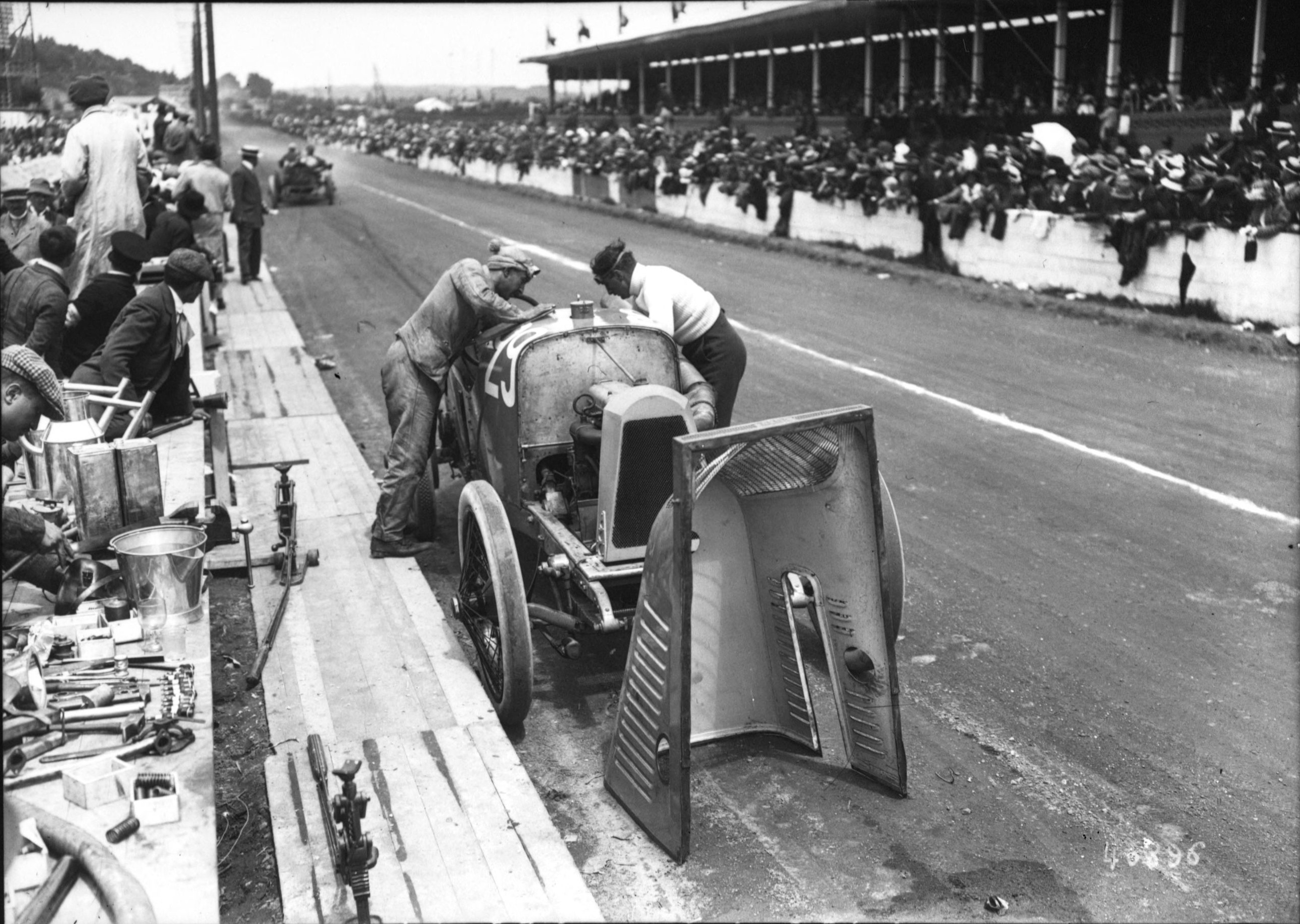
Моріс Табуто біля автомобіля Alda під час Гран-прі Франції 1914 року

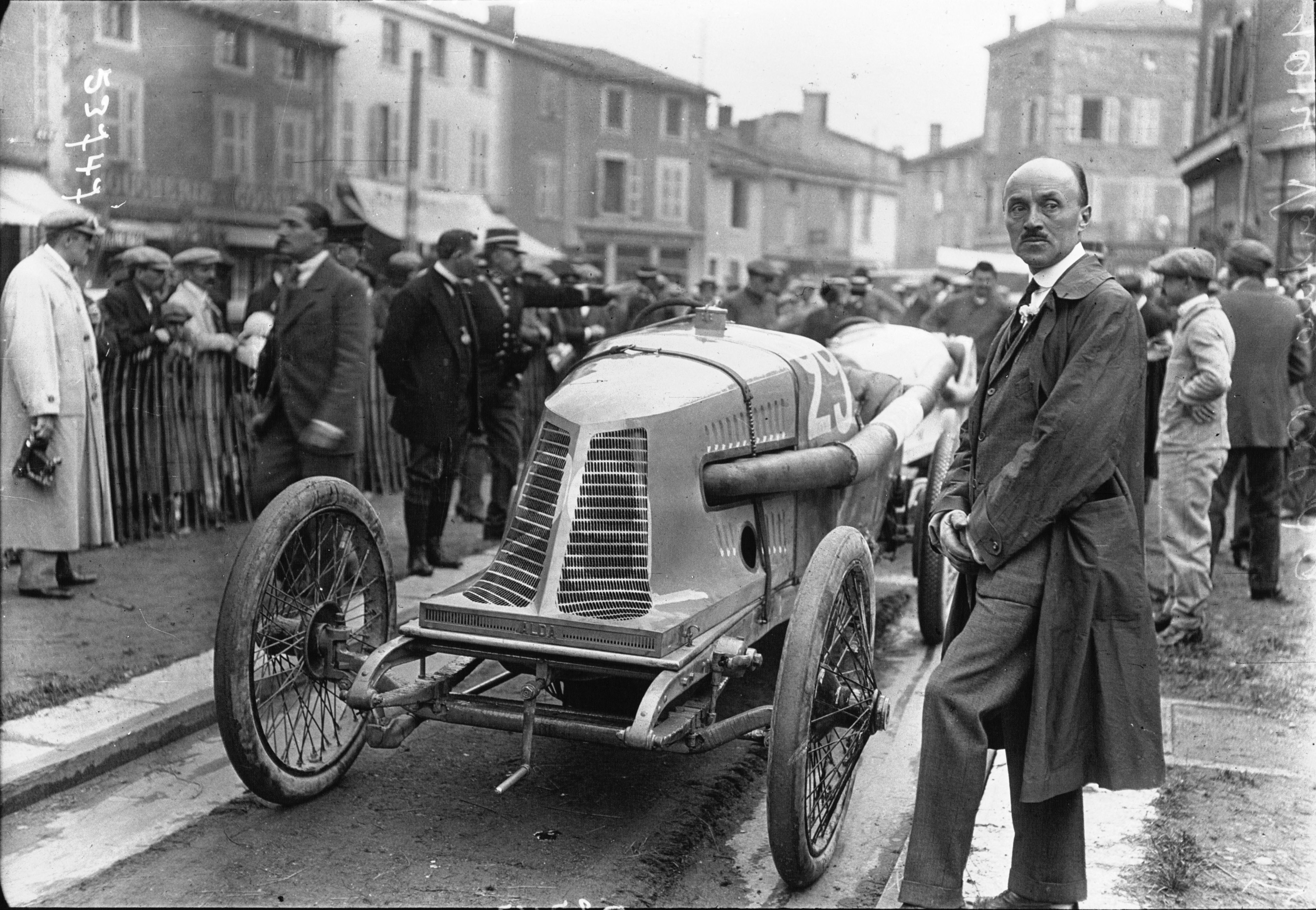
Фернан Шаррон біля автомобіля Alda під час Гран-прі Франції 1914 року

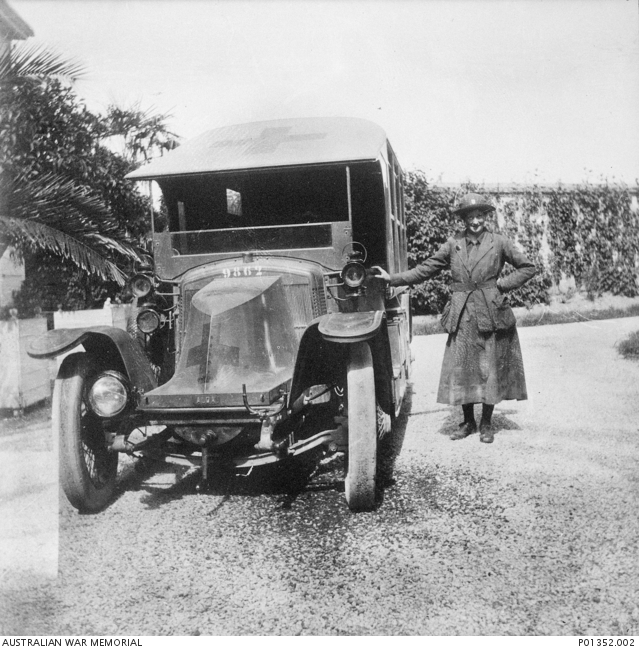
Карета швидкої допомоги Alda у 1915 році

Незважаючи на величезні амбіції Ф. Шаррона, гоночні автомобілі Alda так і не змогли досягти будь-яких перемог. Кращим результатом стало 6 місце в гонці на кубок журналу L'Auto в 1913 році. На наступний рік автомобіль під керуванням Моріса Табуто розбився на сьомому колі і зійшов з дистанції в престижних змаганнях на Гран-прі Франції. Це стали останні перегони перед початком Першої світової війни, проводили їх через тиждень після Сараєвського замаху. У них брало участь 37 автомобілів, в основному німецькі, італійські та французькі. Перше місце зайняв німець Крістіан Лаутеншлагер на Mercedes GP.

## Припинення виробництва автомобілів. Закриття компанії
Незадовго до війни в фірмовому каталозі з'явилася модель з 6-циліндровим мотором. Однак на ділі покупцям пропонували лише автомобіль з 4-циліндровим двигуном, робочий об'єм якого збільшили до 3563 см3. У 1920 році виробництво автомобілів Alda було переведено на підприємство фірми Farman в Біянкурі. У 1922 році їх випуск припинився.

## Список автомобілів Alda
- 1912 - Alda 15CV
  - Alda 25CV
- 1919 - Alda 20.1CV